# Wimbledon Championships 1983
Die 97. Wimbledon Championships fanden vom 20. Juni bis zum 3. Juli 1983 in London, Großbritannien statt. Ausrichter war der All England Lawn Tennis and Croquet Club.

## Herreneinzel

### Setzliste
| Nr. | Spieler          | Erreichte Runde |
| --- | ---------------- | --------------- |
| 01. | Jimmy Connors    | Achtelfinale    |
| 02. | John McEnroe     | Sieg            |
| 03. | Ivan Lendl       | Halbfinale      |
| 04. | Guillermo Vilas  | 1. Runde        |
| 05. | Mats Wilander    | 3. Runde        |
| 06. | Gene Mayer       | Rückzug         |
| 07. | José Luis Clerc  | 1. Runde        |
| 08. | Vitas Gerulaitis | 2. Runde        |

| Nr. | Spieler         | Erreichte Runde |
| --- | --------------- | --------------- |
| 09. | Steve Denton    | 1. Runde        |
| 10. | Jimmy Arias     | Rückzug         |
| 11. | Johan Kriek     | 3. Runde        |
| 12. | Kevin Curren    | Halbfinale      |
| 13. | Brian Gottfried | Achtelfinale    |
| 14. | Bill Scanlon    | Achtelfinale    |
| 15. | Hank Pfister    | 2. Runde        |
| 16. | Tim Mayotte     | Viertelfinale   |

## Dameneinzel

### Setzliste
| Nr. | Spielerin           | Erreichte Runde |
| --- | ------------------- | --------------- |
| 01. | Martina Navratilova | Sieg            |
| 02. | Chris Evert-Lloyd   | 3. Runde        |
| 03. | Andrea Jaeger       | Finale          |
| 04. | Tracy Austin        | Rückzug         |
| 05. | Pam Shriver         | 2. Runde        |
| 06. | Bettina Bunge       | 1. Runde        |
| 07. | Wendy Turnbull      | Achtelfinale    |
| 08. | Hana Mandlíková     | Achtelfinale    |

| Nr. | Spielerin            | Erreichte Runde |
| --- | -------------------- | --------------- |
| 09. | Sylvia Hanika        | 3. Runde        |
| 10. | Billie Jean King     | Halbfinale      |
| 11. | Barbara Potter       | Viertelfinale   |
| 12. | Virginia Ruzici      | Achtelfinale    |
| 13. | Jo Durie             | 3. Runde        |
| 14. | Andrea Temesvári     | 3. Runde        |
| 15. | Kathy Rinaldi        | Achtelfinale    |
| 16. | Claudia Kohde-Kilsch | Achtelfinale    |

## Herrendoppel

### Setzliste
| Nr. | Paarung                         | Erreichte Runde |
| --- | ------------------------------- | --------------- |
| 01. | Peter Fleming John McEnroe      | Sieg            |
| 02. | Kevin Curren Steve Denton       | Halbfinale      |
| 03. | Brian Gottfried Paul McNamee    | Viertelfinale   |
| 04. | Mark Edmondson Sherwood Stewart | 1. Runde        |
| 05. |                                 | Rückzug         |
| 06. | Anders Järryd Hans Simonsson    | Halbfinale      |
| 07. | Tim Gullikson Tom Gullikson     | Finale          |
| 08. | Fritz Buehning Brian Teacher    | Achtelfinale    |

| Nr. | Paarung                        | Erreichte Runde |
| --- | ------------------------------ | --------------- |
| 09. | Victor Amaya Hank Pfister      | 1. Runde        |
| 10. | John Alexander John Fitzgerald | Viertelfinale   |
| 11. | Sandy Mayer Ferdi Taygan       | Achtelfinale    |
| 12. | Broderick Dyke Rod Frawley     | 1. Runde        |
| 13. | Andy Andrews John Sadri        | 1. Runde        |
| 14. | Chip Hooper Peter Rennert      | 1. Runde        |
| 15. | Tracy Delatte Johan Kriek      | 1. Runde        |
| 16. | Jan Gunnarsson Mike Leach      | 1. Runde        |

## Damendoppel

### Setzliste
| Nr. | Paarung                         | Erreichte Runde |
| --- | ------------------------------- | --------------- |
| 01. | Martina Navratilova Pam Shriver | Sieg            |
| 02. | Rosalyn Fairbank Candy Reynolds | Achtelfinale    |
| 03. | Jo Durie Anne Hobbs             | Halbfinale      |
| 04. | Hana Mandlíková Virginia Ruzici | 2. Runde        |
| 05. | Claudia Kohde-Kilsch Eva Pfaff  | Viertelfinale   |
| 06. | Rosie Casals Wendy Turnbull     | Finale          |
| 07. | Barbara Potter Sharon Walsh     | Halbfinale      |

| Nr. | Paarung                            | Erreichte Runde |
| --- | ---------------------------------- | --------------- |
| 08. | Billie Jean King Chris Evert-Lloyd | Achtelfinale    |
| 09. | Mima Jaušovec Kathy Jordan         | Viertelfinale   |
| 10. | Ann Kiyomura Paula Smith           | Achtelfinale    |
| 11. | Lea Antonoplis Barbara Jordan      | Achtelfinale    |
| 12. | Elise Burgin Alycia Moulton        | Achtelfinale    |
| 13. | Beverly Mould Elizabeth Sayers     | 1. Runde        |
| 14. | Catherine Tanvier Andrea Temesvári | Achtelfinale    |

## Mixed

### Setzliste
| Nr. | Paarung                         | Erreichte Runde |
| --- | ------------------------------- | --------------- |
| 01. | Billie Jean King Steve Denton   | Finale          |
| 02. | Wendy Turnbull John Lloyd       | Sieg            |
| 03. | JoAnne Russell Sherwood Stewart | Achtelfinale    |
| 04. | Pam Shriver Fred Stolle         | Halbfinale      |

| Nr. | Paarung                     | Erreichte Runde |
| --- | --------------------------- | --------------- |
| 05. | Andrea Leand John Newcombe  | 2. Runde        |
| 06. | Kathy Jordan Tom Gullikson  | Viertelfinale   |
| 07. | Jo Durie Frew McMillan      | Achtelfinale    |
| 08. | Barbara Jordan Ferdi Taygan | Achtelfinale    |